# Ophiactis crosnieri
Ophiactis crosnieri är en ormstjärneart som beskrevs av Cherbonnier och Guille 1978. Ophiactis crosnieri ingår i släktet Ophiactis och familjen bandormstjärnor.
Artens utbredningsområde är Madagaskar. Inga underarter finns listade i Catalogue of Life.